# Stanfield (Oregon)
Stanfield és una població dels Estats Units a l'estat d'Oregon. Segons el cens del 2000 tenia 1.979 habitants.

## Demografia
Segons el cens del 2000, Stanfield tenia 1.979 habitants, 661 habitatges, i 497 famílies. La densitat de població era de 530,6 habitants per km².
Dels 661 habitatges en un 38,9% hi vivien nens de menys de 18 anys, en un 59,5% hi vivien parelles casades, en un 8,5% dones solteres, i en un 24,8% no eren unitats familiars. En el 18,2% dels habitatges hi vivien persones soles el 7,7% de les quals corresponia a persones de 65 anys o més que vivien soles. El nombre mitjà de persones vivint en cada habitatge era de 2,99 i el nombre mitjà de persones que vivien en cada família era de 3,4.
Per edats la població es repartia de la següent manera: un 32,1% tenia menys de 18 anys, un 10,7% entre 18 i 24, un 28,2% entre 25 i 44, un 20% de 45 a 60 i un 9% 65 anys o més.
L'edat mediana era de 29 anys. Per cada 100 dones de 18 o més anys hi havia 109 homes.
La renda mediana per habitatge era de 35.286$ i la renda mediana per família de 38.145$. Els homes tenien una renda mediana de 28.578$ mentre que les dones 18.841$. La renda per capita de la població era de 12.842$. Aproximadament el 10,6% de les famílies i el 14,2% de la població estaven per davall del llindar de pobresa.

## Poblacions més properes
El següent diagrama mostra les poblacions més properes.